# Felipe Aliaga
Felipe Aliaga Bonnet (Uruguay, 14 de septiembre de 1999), más conocido como Felipe Aliaga, es un jugador profesional uruguayo de rugby que se desempeña en la posición de segunda línea en Peñarol Rugby, equipo perteneciente a la liga Super Rugby Américas.

## Carrera
Aliaga comenzó su carrera deportiva con el equipo Ceibos. En 2023 se unió a Peñarol Rugby, donde lleva jugando dos temporadas. También es parte de la Selección de rugby de Uruguay.